# Johann Adam Ohlenschlager
Johann Adam Ohlenschlager (* 21. August 1794 in Frankfurt am Main; † 21. Juli 1882 ebenda) war ein deutscher Jurist und Politiker.

## Leben
Ohlenschlager studierte Rechtswissenschaften, wurde zum Dr. jur. promoviert und lebte als Advokat in Frankfurt am Main. Er heiratete 1821 Wilhelmine Elisabeth de Bary (1803–1884).
Von 1825 bis 1853 war er Mitglied der Gesetzgebenden Versammlung der Freien Stadt Frankfurt und von 1825 bis 1866 Mitglied der Ständigen Bürgerrepräsentation der Freien Stadt Frankfurt.